# Weinböhla
Weinböhla es un municipio situado en el distrito de Meißen, en el estado federado de Sajonia (Alemania), a una altitud de 150 metros. Su población a finales de 2016 era de unos 10 400 habs. y su densidad poblacional, 550 hab/km².